# Кузнеці (Гордієвський район)
Кузнеці (рос. Кузнецы) — село в Гордієвському районі Брянської області Російської Федерації.
Населення становить 215 осіб. Входить до складу муніципального утворення Уношевське сільське поселення.

## Історія
Розташоване на території української історичної землі Стародубщина.
Від 2005 року входить до складу муніципального утворення Уношевське сільське поселення.

## Населення
| 2010 | 2013 |
| ---- | ---- |
| 234  | ↘215 |